# Melina Hanasavadi, Shimoga
Melina Hanasavadi là một làng thuộc tehsil Shimoga, huyện Shimoga, bang Karnataka, Ấn Độ.